# Ufficio internazionale Nansen per i rifugiati
L'Ufficio internazionale Nansen per i Rifugiati (in francese Office International Nansen pour les Réfugiés) è stato un ufficio della Società delle Nazioni, incaricato di assistere i rifugiati provenienti dalle aree di guerra, attivo dal 1931 alla fine del 1938. In quell'anno, all'organizzazione fu assegnato il Premio Nobel per la pace. L'Ufficio è intitolato alla memoria di Fridtjof Nansen.

## Storia

### La fondazione
Prima dell'Ufficio Internazionale Nansen, ad occuparsi della questione dei rifugiati era l'Alta Commissione per i Rifugiati, guidata da Fridtjof Nansen, vincitore del premio Nobel per la pace nel 1922.
L'Ufficio fu fondato nel 1930 dalla Società delle Nazioni, per diventare operativo a partire dal 1º aprile 1931. Aveva il ruolo di braccio operativo, sotto forma di assistenza materiale, del Segretariato della SdN, cui faceva capo la responsabilità per i rifugiati. Era previsto, come difatti avvenne, che l'Ufficio fosse dismesso il 31 dicembre del 1938.

### Le attività e i problemi finanziari
Il periodo storico non fu certo favorevole alla stabilità finanziaria dell'organizzazione, che era finanziata principalmente con le tariffe del Passaporto Nansen. Rispetto a questi proventi, le altre forme di finanziamento, comprese le donazioni, erano meno rilevanti. Inoltre, la Società delle Nazioni prevedeva un finanziamento sempre minore col passare degli anni.
Gli avvenimenti degli anni trenta (in primo luogo l'ascesa, in Germania, del Nazionalsocialismo e la guerra civile spagnola) fecero aumentare notevolmente il numero dei rifugiati. I finanziamenti, che, come si è visto, giungevano in maniera incostante e, in ogni caso, in costante diminuzione (come previsto dalla SdN), erano insufficienti ad affrontare l'aumento dei rifugiati.
Dal 1933, l'Ufficio fu affiancato dall'Alta Commissione per i Rifugiati provenienti dalla Germania, anch'essa destinata a dissolversi alla fine del 1938.
Nonostante le difficoltà, l'Ufficio Nansen riuscì a portare quattordici stati ad adottare la Convenzione per i Rifugiati del 1933. Più concretamente, l'Ufficio sostenne il trasferimento dei rifugiati della Saar in Paraguay e la costruzione di villaggi in Siria e Libano destinati ad ospitare 40000 armeni. Alla sua dissoluzione, l'organizzazione fu sostituita dall'Ufficio dell'Alto Commissario per i Rifugiati sotto la Protezione della Società delle Nazioni.